# Managed Futures
Managed Futures sind eine spezialisierte Hedgefonds-Strategie und -Anlageklasse, die sich durch systematisch quantitative Handelsansätze mit fast ausschließlich börsengehandelten Derivaten wie Futures und Optionen auszeichnet. Diese werden von sogenannten Managed Futures-Managern, traditionell unter der amerikanischen Berufsbezeichnung Commodity Trading Advisors bekannt, in sogenannten Managed Accounts verwaltet. Da Futures und Optionen sowohl ge- als auch verkauft werden können, können Managed Futures sowohl von steigenden als auch von fallenden Kursen profitieren.

## Allgemeines
Managed-Futures-Manager unterliegen keinen festen Beschränkungen hinsichtlich der Wahl der Handelsstrategien, der geographischen Zielmärkte sowie der genutzten Finanzinstrumente und sind normalerweise stark diversifiziert. So reicht das gesamte Spektrum von reinen Futures- oder Optionsprogrammen über Mischstrategien bis hin zu Managed-Futures-Managern, die z. B. Forex in Kassamärkten handeln. Allein die Wahl des Finanzproduktes erzeugt ein unterschiedliches Rendite-Risiko-Profil, so dass die Mischung unterschiedlicher Managed-Futures-Manager Diversifikationseffekte im Anlageportfolio erzeugt. Während eine einzelne Strategie sehr risikoreich sein kann, vergleichbar mit einer einzelnen Aktie, erzeugt die Streuung über verschiedene Manager ein moderates Risikoprofil.
Managed Futures werden in fünf Substrategien unterteilt: Long-Term-Trendfolge, Short-Term-Trendfolge, Global Macro, Discretionary Trading und FX-Trading. Sowohl die einzelnen Manager in den Substrategien als auch die Substrategien untereinander unterscheiden sich durch die Art und Weise, wie die Kauf- und Verkaufssignale generiert, sowie durch den Zeithorizont, über den die Positionen gehalten werden. Neben rein diskretionären Entscheidungen kommen mathematische Modelle zum Einsatz, um Ineffizienzen im Markt profitabel zu nutzen. Das Bestimmen von Handelsentscheidungen durch Computerprogramme anhand von Regeln und Mustern aus den Preisbewegungen („automatisierter Handel“) ermöglicht das rein rationale Verfolgen von Strategien ohne den Einfluss von Emotionen. Die Managementleistung wird typischerweise nach dem Schema „2/20“ bezahlt: 2 Prozent jährlich auf den gemanagten Betrag plus 20 Prozent auf die erbrachte Performance.
Diversifikation nach Markowitz ist somit nicht nur in einem Portfolio aus unterschiedlichen Managed Futures-Managern möglich, sondern findet bereits in den Strategien der einzelnen Managed Futures-Manager statt. Seit dem Jahrtausendwechsel schenken Wissenschaftler aus verschiedensten Disziplinen systematischen Managed-Futures-Strategien ihre Aufmerksamkeit. Wissen über die Psychologie der Märkte, neuronale Netze und selbstlernende Algorithmen fanden Einzug in die Handelssysteme, was zum anhaltenden Erfolg und zu einem hohen Entwicklungsstand der Managed-Futures-Strategien beiträgt.

## Geschichte
Der erste Managed-Futures-Fonds wurde 1949 von dem amerikanischen Rohstoff-Futures-Händler Richard Davoud Donchian aufgelegt. Ursprünglich erwarb er seine Kenntnisse im Wertpapiergeschäft, aber angeregt durch den Börsencrash 1929 spezialisierte er sich auf die technische Analyse, also das Erkennen von Trends in den Märkten. Sein regelbasierter Handelsansatz ermöglichte erstmals die systematische Investition in Rohstoffe über Terminkontrakte wie Futures und Optionen.
1965 boten Dunn and Hargitt dann das erste computergestützte Handelsmodell an, welches über eine Verwaltervollmacht auf den Konten der Anleger umgesetzt wurde. Anders als bei üblichen Fonds zu der Zeit erfolgte kein Kapitalübergang vom Anleger zum Managed-Futures-Manager, sondern wurde nur eine beschränkte Handelsvollmacht für das Konto des Anlegers ausgestellt. Der Anleger konnte somit jede Handelsbewegung über den Kontoauszug einsehen und war vor Veruntreuung seiner Gelder geschützt, da Auszahlungen nicht erlaubt waren.
Einen Boom erlebt die Branche seit den 1970er Jahren, als an den Terminbörsen neben Rohstoffkontrakten auch zunehmend Finanzkontrakte auf Zinsen, Währungen und Aktienindizes verfügbar wurden und somit nahezu jeder Finanzmarkt auch in Form von Futures und Optionen gehandelt werden kann. Die ersten Managed-Futures-Manager wendeten recht einfache, klassische technische Handelsmuster an, wie Schulter-Kopf-Schulter, Unterstützung und Widerstand und Ausbruch. 
In den 80er Jahren wurden die nach Schildkröten in Singapur benannten Turtle Trader bekannt. Richard Dennis und William Eckhard, zwei amerikanische Rohstoffhändler führten Seminare durch, in denen sie erfolgreiches Handeln nach der Turtle-Trader-Methode lehrten. Ende der 80er begann dann das Zeitalter des Computers, welcher zur Analyse historischer Marktpreise eingesetzt wurde, um dann Handelssignale mittels Algorithmen zu erzeugen. 
Durch neue Analysesoftware wurde in den 90er Jahren eine Vielzahl technischer Indikatoren entwickelt und vielen Menschen zugänglich gemacht. Die technische Entwicklung ermöglichte zudem die Verarbeitung von vielen Daten in kürzester Zeit, so dass auch die Märkte, auf die die generierten Handelssignale angewandt wurden, zunahmen. 
Das weltweit in Managed Futures verwaltete Vermögen von etwa 5 Milliarden USD Ende der 80er Jahre ist bis zum Ende 2009 auf rund 220 Milliarden USD angewachsen.

## Vor- und Nachteile von Managed Futures
In Marktphasen, die besonders klar ausgeprägte lange Trends zeigen, funktionieren die computergestützten Managed-Futures-Handelssysteme der Long-Term-Trendfolger gut. In Zeiten, in denen sich der Markt unklar ohne erkennbaren Trend seitwärts bewegt, stoßen diese Managed-Futures-Strategien an ihre Grenzen. Allerdings sind dies die Zeiten, in denen die Short-Term-Trendfolger gute Ergebnisse produzieren. In einer Beimischung zum klassischen Aktienportfolio können Managed Futures zur Diversifizierung dienen.
Die strenge US-Regulierung kann als ein Vorteil eines in den USA zugelassenen Managed-Futures-Programms gesehen werden. Durch verbindliche und teilweise kostenlose Arbitration und Mediation können Anleger rechtssichere Urteile bei Streitigkeiten bekommen und Hintergründe zu zugelassenen Managed-Futures-Managern recherchieren.